# Wpa supplicant
wpa_supplicant est un logiciel libre implémentant IEEE 802.11i (les mécanismes de sécurité du sans-fil) sous Linux, Windows (et BSD). Il prend en charge WPA2 et les versions antérieures. 
Ses spécifications incluent :
- WPA et IEEE 802.11i/RSN[2]/WPA2 complet
- WPA-PSK et WPA2-PSK (clé pré-partagée) (WPA-Personal)
- WPA avec EAP (c'est-à-dire avec le serveur d'authentification RADIUS "WPA-Enterprise")
- Gestion de clés pour CCMP, TKIP et le peu sécurisé WEP (104/128 ou 40/64 bit)
- RSN: PMKSA caching, pré-authentification

- IEEE 802.11r
- IEEE 802.11w
- Wi-Fi Protected Setup (WPS).

## Interface graphique
Wpa supplicant admet aussi une interface graphique dont le paquet est nommé wpagui.
Celle-ci est concise et propre et permet peut-être plus aisément de paramétrer ses réseaux pour des utilisateurs peu expérimentés.

## Méthodes EAP
Les méthodes EAP prises en charge sont :
- EAP-TLS
- EAP-PEAP (v0 et v1)
- EAP-TTLS
- EAP-SIM
- EAP-AKA
- EAP-PSK (expérimental)
- EAP-FAST
- EAP-PAX
- EAP-SAKE
- EAP-GPSK
- LEAP (NB : nécessite une prise en charge spécial pour le pilote).

## Interface en ligne de commande
Les commandes associées sont :
- wpa_supplicant

On peut le lancer soit en lui donnant une interface de périphérique sans-fil et un fichier de configuration ou sans configuration ni interface via dbus.
$ wpa_supplicant -i<interface> -c<fichier de configuration>
Ou via dbus:
$ wpa_supplicant -u
- wpa_passphrase

L'outil wpa_passphrase permet de générer la clef en hexadécimal pour wpa_supplicant.conf :
$ wpa_passphrase <ssid> <passphrase>
- wpa_cli

L'outil wpa_cli est un petit client en ligne de commande permettant de contrôler wpa_supplicant. Il permet aussi de gérer les événements venant de wpa_supplicant 
$ wpa_cli <commande> <valeur>

## Paquetage
Sous Debian, le paquetage correspondant est wpasupplicant.
Sous Gentoo, le paquet Ebuild correspondant est net-wireless/wpa_supplicant.

## Correction de faille de sécurité
Une correction a été appliquée au logiciel contre la faille KRACK permettant à un attaquant de déchiffrer le flux de données WPA2 en détournant la phase de handshake de ce protocole.